# Pseudophilotes fuscomarginata
Pseudophilotes fuscomarginata är en fjärilsart som beskrevs av Beuret 1967. Pseudophilotes fuscomarginata ingår i släktet Pseudophilotes och familjen juvelvingar. Inga underarter finns listade.